# 오리야어 위키백과

오리야어 위키백과는 오리야어로 운영되는 위키백과 언어판이다. 기호는 or이다.